# Корнелия Метелла
Корне́лия Мете́лла (лат. Cornelia Metella; родилась около 73 года до н. э. — умерла после 48 года до н. э.) — древнеримская матрона, в первом браке бывшая женой Публия Лициния Красса, а после его гибели — Гнея Помпея Великого.

## Биография
Корнелия была дочерью Квинта Цецилия Метелла Пия Сципиона Назики и Эмилии Лепиды. Не позднее 54 года до н. э. она вышла замуж за Публия Лициния Красса, сына триумвира Марка Лициния Красса. Однако уже в следующем году Публий вместе с отцом погиб во время парфянского похода, и вскоре Корнелия вышла замуж за ещё одного члена первого триумвирата, Гнея Помпея Магна. Моралист Плутарх указывает на сдержанное отношение современников к браку из-за «…большой разницы в возрасте жениха и невесты: ведь по годам Корнелия скорее годилась в жёны сыну Помпея». В 52 году до н. э. Помпей добился назначения своего нового тестя в качестве консула на оставшиеся несколько месяцев. Во время гражданской войны 49—45 годов до н. э. Помпей отправил Корнелию в Митилену на Лесбосе. Отступая после поражения в битве при Фарсале, Гней Помпей специально посетил Лесбос, чтобы забрать с собой семью. По разным версиям, 28 или 29 сентября 48 года до н. э. в гавани Пелузия Корнелия наблюдала, как на берегу убивают её мужа. Впоследствии Корнелия вернулась в Италию, где получила прощение от Гая Юлия Цезаря и жила, вероятно, на вилле Помпея в Альбане (современный Альбано-Лациале). Историк Аппиан, впрочем, сообщает, что могилу Помпея в Египте засыпало песком, и только император Адриан разыскал её и восстановил; о том, что тело полководца захоронено в Египте, сообщает и Страбон. О дальнейшей судьбе Корнелии ничего не известно.
Тот же Плутарх отзывался о Корнелии следующим образом:
«По прибытии в город Помпей женился на Корнелии, дочери Метелла Сципиона и вдове погибшего в войне с парфянами Публия, сына Красса, на которой тот женился, когда она была ещё девушкой. У этой молодой женщины, кроме юности и красоты, было много и других достоинств. Действительно, она получила прекрасное образование, знала музыку и геометрию и привыкла с пользой для себя слушать рассуждения философов. Эти её качества соединялись с характером, лишённым несносного тщеславия — недостатка, который у молодых женщин вызывается занятием науками. Происхождение и доброе имя её отца были безупречны».

## В культуре
Корнелия стала персонажем трагедии Пьера Корнеля «Смерть Помпея» (1643).